# Санту-Эштеван-ди-Баштусу
Са́нту-Эште́ван-ди-Башту́су (порт. Santo Estêvão de Bastuço) — район (фрегезия) в Португалии, входит в округ Брага. Является составной частью муниципалитета  Барселуш. Находится в составе крупной городской агломерации Большое Минью. По старому административному делению входил в провинцию Минью. Входит в экономико-статистический  субрегион Каваду, который входит в Северный регион. Население составляет 456 человек на 2001 год. Занимает площадь 1,93 км².